# Tetragoneura argentina
Tetragoneura argentina är en tvåvingeart som beskrevs av Duret 1976. Tetragoneura argentina ingår i släktet Tetragoneura och familjen svampmyggor. Inga underarter finns listade i Catalogue of Life.